# Barra de São Francisco
Barra de São Francisco est une municipalité brésilienne située dans l'État de l'Espirito Santo.